# Benedikt XV.

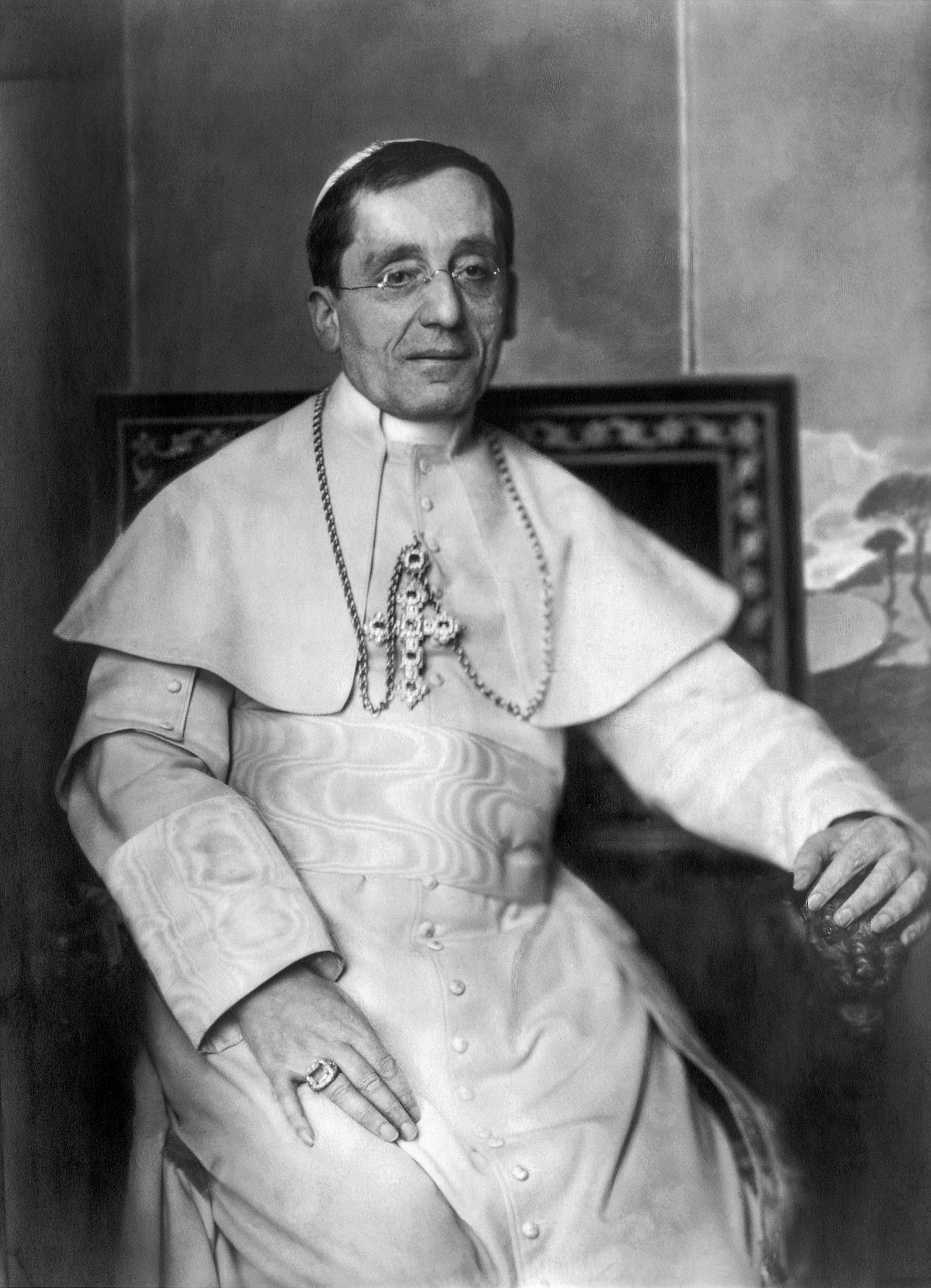
Benedikt XV. (Fotografie von Nicola Perscheid, 1915)

Benedikt XV. (gebürtig Giacomo della Chiesa; * 21. November 1854 in Genua, Königreich Sardinien; † 22. Januar 1922 in Rom) war vom 3. September 1914 bis zu seinem Tod 1922 der 258. Papst und Bischof von Rom. Wegen seines engagierten Auftretens gegen den Ersten Weltkrieg wurde er als Friedenspapst bekannt.

## Werdegang

Wappen als Kardinal

Signatur Benedikts XV.

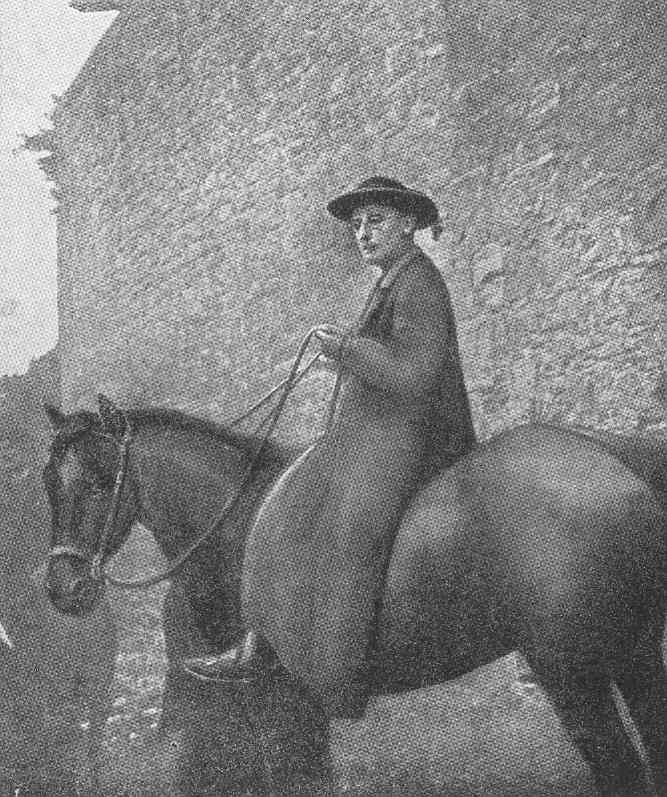
Erzbischof della Chiesa (1906)

Giacomo della Chiesa wurde in Genua, Italien, als Sohn einer markgräflichen Adelsfamilie geboren. Mütterlicherseits entstammte er derselben Familie wie der Anfang des 15. Jahrhunderts amtierende Papst Innozenz VII. Im Jahre 1875 erlangte er den staatlichen Doktorgrad der Rechtswissenschaften. Erst danach gestattete ihm sein Vater das Studium für das Priesteramt; hierzu wurde er Seminarist am Almo Collegio Capranica (Rom). Danach absolvierte er die Accademia dei Nobili Ecclesiastici. Seine Ausbildung schloss er 1880 mit der Promotion in Kirchenrecht ab. Am 21. Dezember 1878 empfing er das Sakrament der Priesterweihe. Den größten Teil seiner kirchlichen Laufbahn verbrachte er im Vatikan.

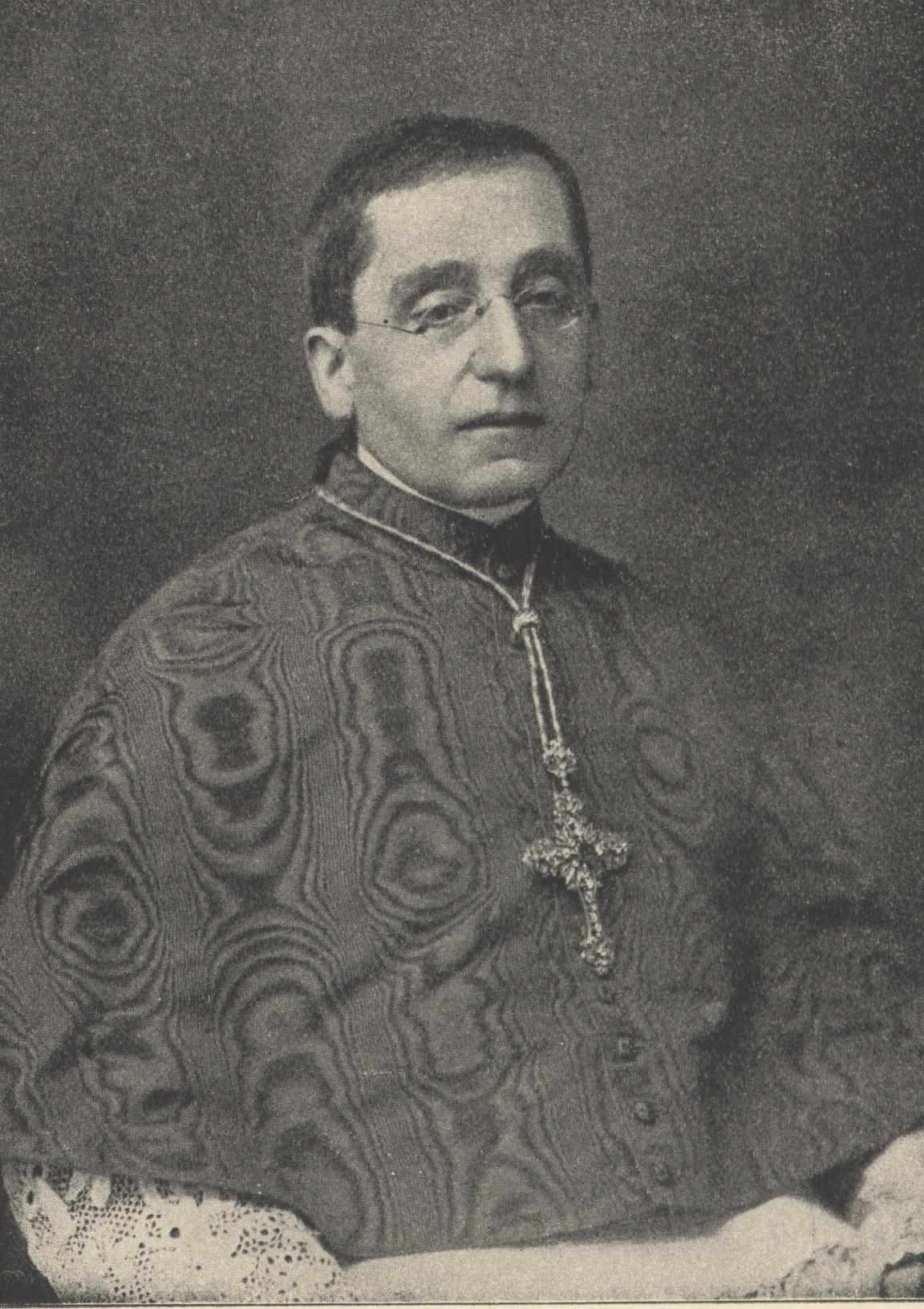
Benedikt XV. als Kardinal, 1914

Kardinal Mariano Rampolla, elf Jahre älter als er, war sein Freund und Mentor. Della Chiesa lernte ihn im Januar 1881 kennen, diente ihm zunächst in Madrid und später ab 1887, als dieser zum Kardinalstaatssekretär an der Kurie berufen wurde, als Sekretär. Während dieser Zeit half della Chiesa bei der Vermittlung zur Lösung eines Konfliktes zwischen Deutschland und Spanien um die Karolinen-Inselgruppe im Pazifik (Näheres hier) sowie bei der Organisation von Hilfsaktionen während einer Choleraepidemie. Als Rampolla mit der Wahl von Pius X. aus dem bisherigen Amt ausschied und Kardinal Merry del Val ihm nachfolgte, behielt Giacomo della Chiesa zunächst die Position als Substitut des Staatssekretariats, die er seit April 1901 innehatte, bei.
Aufgrund seiner engen Beziehung zum frankreichfreundlichen Rampolla, dem Architekten der vergleichsweise offenen Außenpolitik Leos XIII. und Favoriten im Konklave von 1903, wurde der fleißige, energische, aber wenig imposant auftretende della Chiesa bald durch die neue, konservativ geprägte Kirchenführung aus dem diplomatischen Dienst entfernt. Am 16. Dezember 1907 wurde er zum Erzbischof von Bologna ernannt. Die Bischofsweihe spendete Papst Pius X. ihm am 22. Dezember 1907 als Zeichen der Verbundenheit persönlich; Mitkonsekratoren waren der Erzbischof von Cagliari, Pietro Balesta, und der Erzbischof von Vercelli, Teodoro Valfrè di Bonzo. Als bischöflichen Wahlspruch wählte er ein Wort aus Psalm 71,2: In te Domine speravi; non confundar in aeternum.
Am 4. August 1909 wurde er in der Konventskirche des hl. Dominikus in Bologna in den Dritten Orden der Dominikaner aufgenommen.
Erst am 25. Mai 1914 wurde della Chiesa als Kardinalpriester mit der Titelkirche Santi Quattro Coronati Mitglied des Kardinalskollegiums. Mit dieser neuen Würde ausgestattet, hielt er beim Ausbruch des Ersten Weltkrieges eine Rede, in welcher er die Position und Aufgaben der Kirche angesichts der Weltlage beschrieb, die Notwendigkeit von Neutralität und den Willen zum Frieden betonte und die Milderung von kriegsverursachtem Leiden beschwor.

## Pontifikat

### Wahl zum Papst

Wappen Benedikts XV.

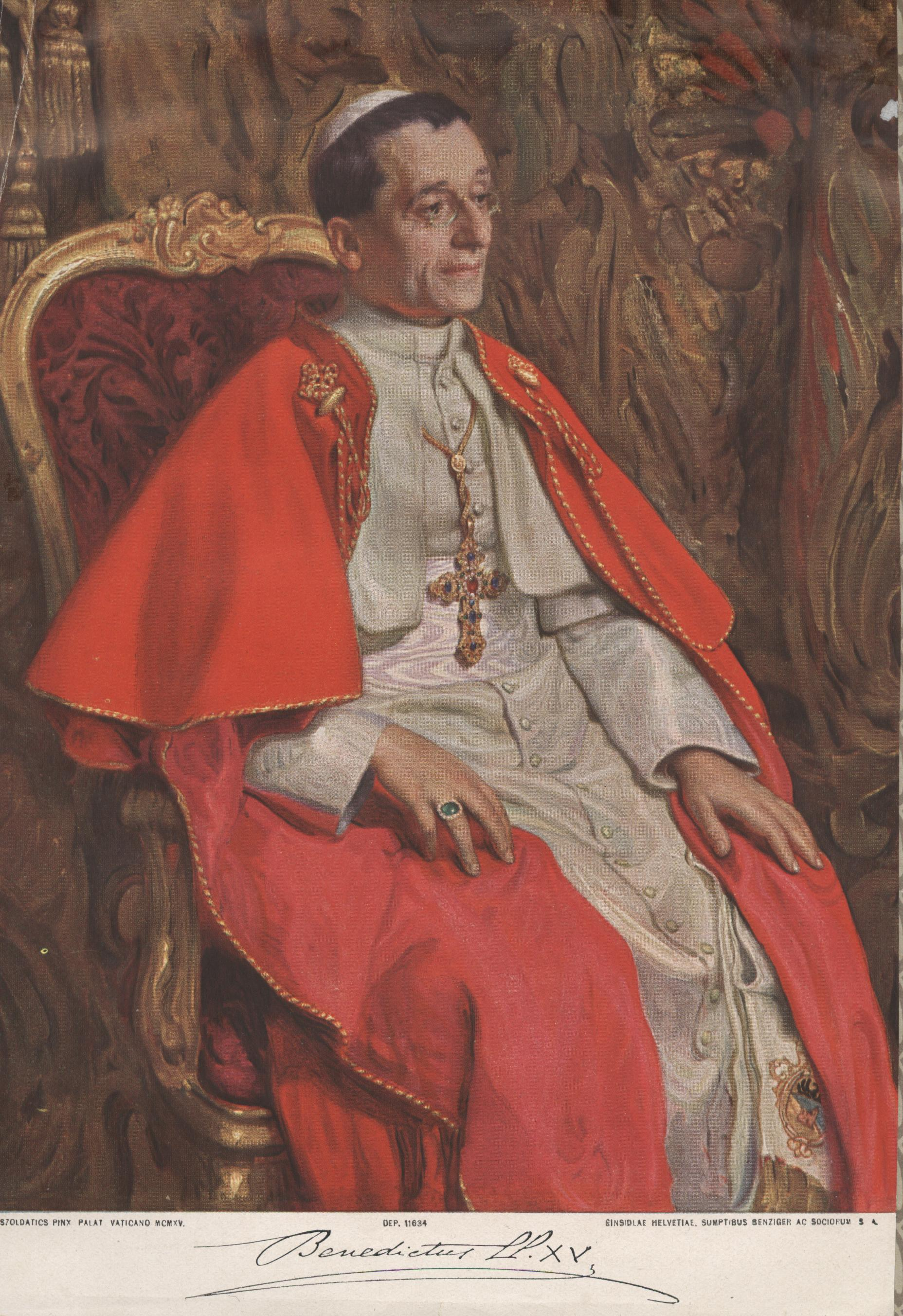
Papst Benedikt XV.

Am 3. September 1914 wurde della Chiesa in einem schwierigen Konklave mit 57 wahlberechtigten Kardinälen im 10. Wahlgang mit 38 zu 18 Stimmen (gegen Domenico Serafini) zum Papst gewählt und nahm unter Bezugnahme auf das Andenken des Papstes Benedikt XIV., der auch Erzbischof von Bologna gewesen war, den Namen Benedikt XV. an.
Der von Kardinal Merry del Val ausgesprochene Verdacht, della Chiesa habe sich selbst gewählt, was seit Gregor XV. streng untersagt war, konnte am Morgen des 4. September anhand der Wahlzettel ausgeräumt werden. Er nahm die Wahl an und ergriff sofort erste Maßnahmen. Die Krönung erfolgte kriegsbedingt in aller Eile in der Sixtinischen Kapelle. Sein Stil war bisweilen ironisch oder cholerisch, aber sehr durchsetzungsstark. Trotz bester Fähigkeiten konnte Benedikt XV. kaum öffentliche Popularität gewinnen.

### Friedensbemühungen im Ersten Weltkrieg
Benedikts Pontifikat war geprägt durch den Krieg und dessen Auswirkungen. Benedikt, der persönlich eher auf Seiten Frankreichs stand, aber in seinen Äußerungen strikte Neutralität wahrte, organisierte humanitäre Hilfe und unternahm mehrere erfolglose Versuche zu Friedensverhandlungen. Das erste Rundschreiben Ubi primum erließ er hierzu wenige Tage nach seinem Amtsantritt. Im Jahre 1915 wandte er sich erneut in seiner Exhortatio Allorché fummo chiamati mit drastischen Worten an die kriegführenden Nationen.
Besonders bekannt wurde Dès le début, die Friedensnote Benedikts XV. am dritten Jahrestag des Kriegsbeginns (1. August 1917). Darin schlug der Papst als neutraler Vermittler allen kriegführenden Mächten Friedensverhandlungen vor. Er forderte Abrüstung, eine effektive internationale Schiedsgerichtsbarkeit zur Vermeidung künftiger Kriege und den Verzicht auf Gebietsabtretungen. Damit wurden vom Vatikan wesentliche Grundzüge der internationalen Friedensbewegung der Vorkriegszeit aufgegriffen. Der Plan wurde ausgeschlagen, da sich jede der Kriegsparteien als durch ihn benachteiligt ansah. Die Triple Entente war außerdem argwöhnisch gegenüber dem päpstlichen Geheimkämmerer Rudolf von Gerlach, die wichtigste direkte Kontaktperson der Mittelmächte zum Papst. Der Heilige Stuhl wurde sogar von den Verhandlungen zum Waffenstillstand ausgeschlossen. Seine am 23. Mai 1920 veröffentlichte Enzyklika Pacem, Dei munus pulcherrimum war ein Plädoyer für die Versöhnung der Völker. Benedikt wandte sich darin gegen die harten Maßnahmen der Sieger im Friedensvertrag von Versailles. Während der Nachkriegszeit organisierte er die Kirchenverwaltung neu, um den Anforderungen der neuen internationalen Verhältnisse besser gerecht zu werden.

### Politik in Italien und Frankreich
Seit der Eroberung des Kirchenstaats durch den neuen italienischen Nationalstaat 1870 war es den italienischen Katholiken verboten, an Wahlen teilzunehmen. Benedikt XV. hob dieses Verbot im Jahr 1919 auf und befürwortete die Unterstützung der katholisch orientierten Italienischen Volkspartei unter Luigi Sturzo.
Er unternahm Versuche, die Beziehungen zur antiklerikal eingestellten Regierung Frankreichs (1913–1920 unter Raymond Poincaré) zu verbessern, indem er die französische Nationalheldin Jeanne d’Arc im Mai 1920 heiligsprach. Die diplomatische Anerkennung des Heiligen Stuhls durch Frankreich und Großbritannien gilt als sein politischer Erfolg.

### Nach dem Ersten Weltkrieg
Nachdem im November 1918 in Polen die Zweite Republik ausgerufen war, erkannte Benedikt XV. den neuen Staat an und entsandte Achille Ratti, als Pius XI. sein späterer Nachfolger, als Apostolischen Nuntius nach Polen. Ein Anliegen des Heiligen Stuhls war die Beilegung des Konflikts zwischen Polen und Litauen, das sich den Ansprüchen Polens auf dessen Territorium von 1772 widersetzte.
Insgesamt blieb das diplomatische Vorgehen des Papstes von Erfolg gekrönt; hatten 1914 nur 14 Staaten diplomatische Vertretungen beim Heiligen Stuhl, war diese Zahl nach Benedikts Tod 1922 auf 27 gestiegen.
In seiner am 23. Mai 1920 veröffentlichten Enzyklika Pacem, Dei munus pulcherrimum formulierte Benedikt XV. die Idee der Aussöhnung nach Kriegen und betonte die Vernunft der Diplomatie. Gleichzeitig prägte er mit seiner Idee einer Völkergemeinschaft schon 1920 den Begriff der heutigen Vereinten Nationen.
Benedikt XV. starb Anfang 1922 im Alter von 67 Jahren nach einer Lungenentzündung.

### Kirchliche Anliegen
Innerkirchlich beendete Benedikt XV. angesichts der neuen Weltlage die Exzesse des Antimodernismus, die das Ende der Ära Pius X. geprägt hatten. In den Missionsgebieten der Dritten Welt förderte er die Ausbildung des einheimischen Priesternachwuchses, der möglichst bald die europäischen Missionare ersetzen sollte. Er promulgierte das Kanonische Recht, den CIC von 1917.

### Maria als Miterlöserin
Benedikt XV. erläuterte 1918 seine Ansicht der Miterlöserschaft Mariens: Als Maria unter dem Kreuz stand, litt sie mit dem sterbenden Sohn, verzichtete „für das Heil der Menschen auf die mütterlichen Rechte an dem Sohn“. Somit könne man sagen, „dass sie mit Christus das Menschengeschlecht erlöst habe.“ Daher werden „die verschiedenen Gnaden aus dem Erlösungsschatz gleichsam aus den Händen der leidenden Jungfrau selbst verteilt“.

## Exhortatiogegen den Krieg
In seiner Exhortatio Allorché fummo chiamati vom 28. Juli 1915 bezeichnete Benedikt XV. den Krieg als „grauenhafte Schlächterei“ („orrenda carneficina“), was in einer deutschen Übersetzung zu einem „entsetzlichen Kampf“ abgemildert wurde. Karl Kraus übersetzte es (Die letzten Tage der Menschheit, I. Akt, 27. Szene) als „fürchterliches Morden“.

„Im heiligen Namen Gottes, unseres himmlischen Vaters und Herrn, um des gesegneten Blutes Jesu willen, welches der Preis der menschlichen Erlösung gewesen, beschwören Wir Euch, die Ihr von der göttlichen Vorsehung zur Regierung der kriegsführenden Nationen bestellt seid, diesem fürchterlichen Morden, das nunmehr seit einem Jahr Europa entehrt, endlich ein Ziel zu setzen. Es ist Bruderblut, das zu Lande und zur See vergossen wird. Die schönsten Gegenden Europas, dieses Gartens der Welt, sind mit Leichen und Ruinen besät. Ihr tragt vor Gott und den Menschen die entsetzliche Verantwortung für Frieden und Krieg. Höret auf Unsere Bitte, auf die väterliche Stimme des Vikars des ewigen und höchsten Richters, dem Ihr werdet Rechenschaft ablegen müssen. Die Fülle der Reichtümer, mit denen Gott der Schöpfer die Euch unterstellten Länder ausgestattet hat, erlauben Euch gewiss die Fortsetzung des Kampfes. Aber um was für einen Preis? Darauf mögen die Tausende junger Menschenleben antworten, die alltäglich auf den Schlachtfeldern erlöschen.“

Die Veröffentlichung der Exhortatio in einer neuen Übersetzung im Jahre 1931 veranlasste Kurt Tucholsky zu der Polemik, in welcher der umstrittene Satz „Soldaten sind Mörder“ geprägt wurde.

## Nachwirkung als „Friedenspapst“
Die Friedensdoktrin Benedikts XV. wurde fester Bestandteil des kirchlichen Lehramts seiner Nachfolger. Das Zweite Vatikanische Konzil (1962–1965) forderte schließlich, einen Zustand der Welt herbeizuführen, in dem der Krieg völlig untersagt wird (bellum est omnino interdicendum; GS Nr. 82).
Joseph Ratzinger, als Benedikt XVI. Papst von April 2005 bis Februar 2013, stellte sich mit der Wahl seines Papstnamens bewusst in die Tradition des Friedenspapstes Benedikt XV., wie er in seiner Botschaft zum Weltfriedenstag am 1. Januar 2006 explizit bekräftigte („Der Name Benedikt selbst, den ich am Tag meiner Wahl auf den Stuhl Petri angenommen habe, weist auf meinen überzeugten Einsatz für den Frieden hin. Ich wollte mich nämlich sowohl auf den heiligen Patron Europas, den geistigen Urheber einer friedenstiftenden Zivilisation im gesamten Kontinent, als auch auf Papst Benedikt XV. beziehen, der den Ersten Weltkrieg als ein »unnötiges Blutbad« ... verurteilte und sich dafür einsetzte, dass die übergeordneten Gründe für den Frieden von allen anerkannt würden.“).
Benedikt XV. zählt nicht zu den bekannteren Päpsten des 20. Jahrhunderts. Seine friedensfreundliche Haltung unterschied sich von der Haltung der meisten anderen Monarchen und Staatsführer seiner Zeit.

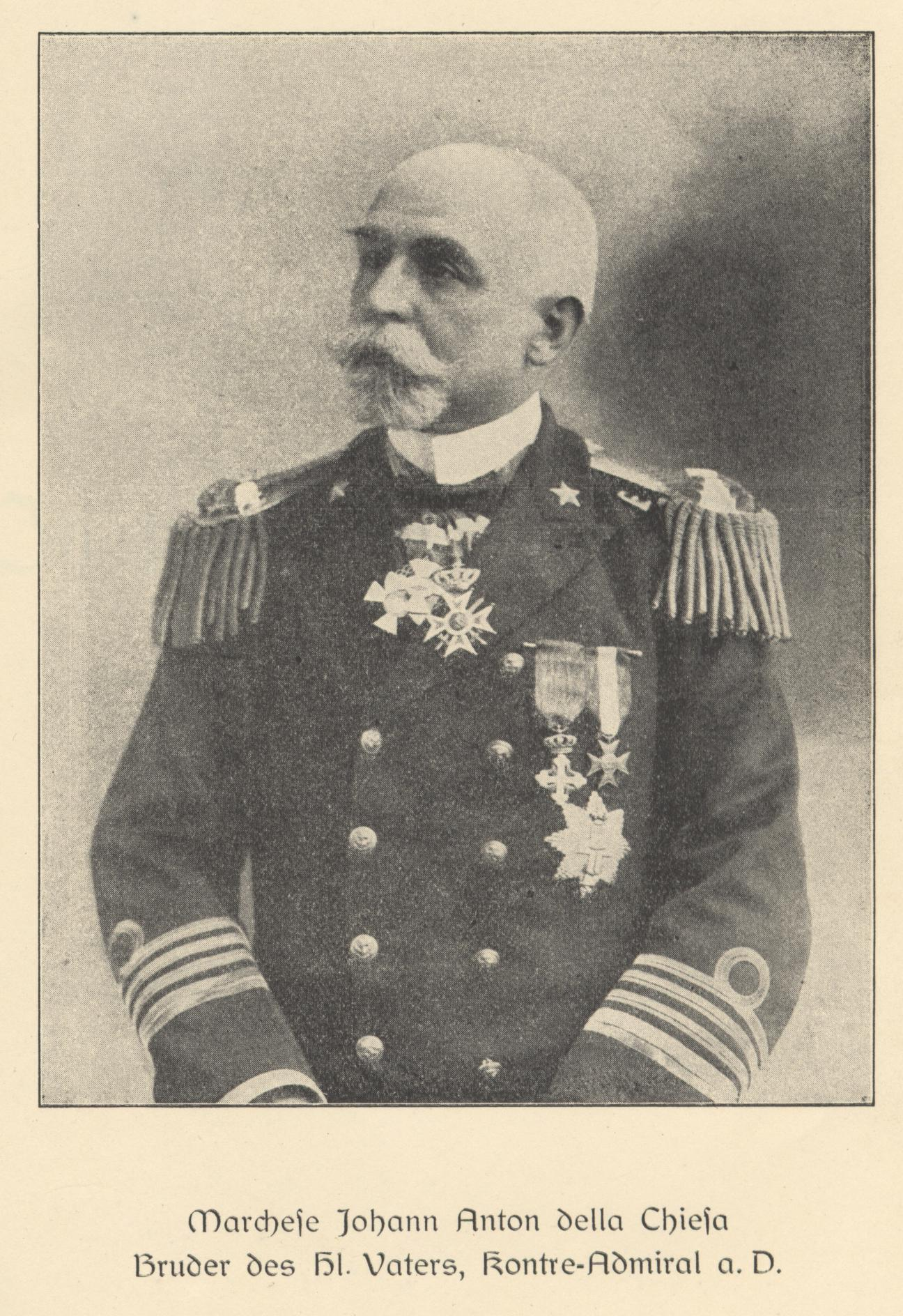
Admiral Giovanni Antonio della Chiesa, Bruder des Papstes

## Sonstiges
Der Bruder des Papstes, Marchese Giovanni Antonio della Chiesa, war Konteradmiral der italienischen Marine.

## Werke
- Antrittsenzyklika Ad beatissimi Apostolorum principis, 1. November 1914. In diesem Rundschreiben ruft er angesichts des Weltkrieges vehement zum Frieden auf, wendet sich abermals gegen den Modernismus und warnt vor den Gefahren der innerkirchlichen Zwietracht (gegen Tendenzen des Integralismus).
- Siehe auch die Auflistung seiner Enzykliken.